# Puppenbühne Herrnleben

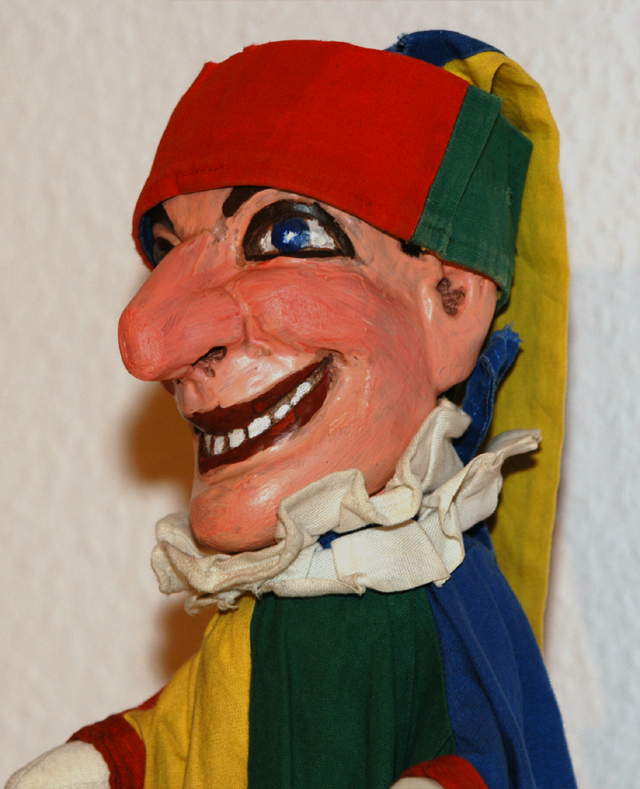
Bamberger Kasperl

Die Puppenbühne Herrnleben in Bamberg wurde 1945 von dem Volksschauspieler Hans Herrnleben und seiner Frau Ottilie gegründet. Inzwischen in vierter Generation geleitet, gehört die Bamberger Puppenbühne zu den traditionsreichsten Puppenbühnen Deutschlands. Bamberger Kasperl, die Hauptfigur der Puppenbühne, ist seit 2009 eine eingetragene Marke.

## Die Puppenbühne Herrnleben: Familientradition

### Entstehung
Nach Kriegsende im Jahr 1945 gründete Hans Herrnleben, ein bekannter Bamberger Volksschauspieler und Humorist, mit seiner Frau Ottilie die Puppenbühne Herrnleben mit dem Bamberger Kasperl, zunächst als Marionettentheater. Schon 1948 entschied er sich mit seiner Frau für eine Handpuppenbühne.
Zunächst gastierte der leidenschaftliche Schauspieler, dem später die Bezeichnung Vater des Bamberger Puppenspiels gegeben wurde, vorrangig im Raum Bamberg bei Weihnachtsfeiern, Firmenjubiläen und Vereinsveranstaltungen, doch schon bald wurde er aufgrund seiner kindernahen und interaktiven Spielweise über die Grenzen Bambergs hinaus bekannt.
Die damalige Leiterin der Städtischen Volkshochschule Bamberg wurde auf die Familie aufmerksam und beauftragte Hans Herrnleben 1952 mit der Übernahme eines Volkshochschulkurses Handpuppenspiel.

### Seit 1972
1972 übergab Hans Herrnleben die organisatorische Leitung der Bühne an seinen Enkel Wolfgang Herrnleben, der seit seiner Kindheit mehrfach mit seinem Großvater auf und hinter der Bühne gestanden hatte. Seit 1974 lebt auch der Bamberger Kasperl durch Wolfgang Herrnleben weiter, der 1979 den Volkshochschulkurs sowie 1980 die künstlerische Leitung von Hans Herrnleben übernahm. 1983 verstarb der Bühnengründer.
Mitte der 1980er Jahre begann die Blütezeit des Bamberger Kasperls und der Puppenbühne Herrnleben. Wolfgang Herrnleben konnte mit seinem Bruder Dietmar Herrnleben und einem Ensemble von rund 20 Puppenspielern entscheidende Akzente setzen: Das Bamberger Regionalradio Radio Regnitzwelle engagierte die Dozenten für Puppentheater zum Verfassen und Aufnehmen von insgesamt 753 verschiedenen Gute-Nacht-Geschichten, die bis zu Beginn der 1990er Jahre in weiten Teilen Oberfrankens ausgestrahlt wurden.
1988 erregte Florian Herrnleben das Aufsehen der Presse: Mit gerade einmal fünf Jahren stand der Urenkel von Hans Herrnleben als Sonne mitten im Spielraum der Puppenbühne. Wo Zuschauer und Presse komplizierteste Mechanik vermuteten, war es eine geschickte Puppenkonstruktion, hinter der Florian Herrnleben der Figur der Sonne natürliche Arme verlieh. Er war damals wohl der jüngste Puppenspieler Deutschlands, dessen Karriere direkt in der Puppenwelt begann. In einer ähnlichen Figur erschienen sowohl Florian als auch sein jüngerer Bruder Martin Herrnleben kurze Zeit darauf noch mehrere Male in Rollen bei verschiedenen Inszenierungen.
Kurz darauf wurden auch Antenne Bayern sowie der Bayerische Rundfunk auf die Bamberger Puppenspieler aufmerksam, so dass der Bamberger Kasperl bald durch ganz Bayern tourte, bei den bekannten Medientagen auftrat und für das Bayerische Fernsehen in den ersten beiden Sendungen einer Puppenspielerserie im Schlawinerplatz (Bayerisches Fernsehen) auftraten.
Engagements in der gesamten Bundesrepublik folgten, unter anderem auch für den italienischen Plüschtierhersteller Trudi, von dem die Bühne mit Florian Herrnleben in der Hauptrolle des Hasen Virgilio für die Nürnberger Spielwarenmesse engagiert wurde.

### Seit 2000
Von 2000 bis 2006 bestand die Leitung der Bamberger Puppenbühne aus Wolfgang und Elisabeth Herrnleben sowie ihren Söhnen Florian und Martin Herrnleben. Seit 2006 leitet Florian Herrnleben, der älteste Urenkel des Bühnengründers Hans Herrnleben, die Bühne organisatorisch in Bamberg. Wolfgang Herrnleben betreibt seither eine weitere Bühne in Garmisch-Partenkirchen.
Florian Herrnleben übernimmt auch für die meisten Auftritte die Rolle des Bamberger Kasperls. Er setzt seither vor allem im Bereich der Hörspielproduktionen neue Akzente. Die Herrnleben veröffentlichten seit Ende 2007 nach fünf Jahren Pause wieder neue Hörspiele, gekrönt durch die Produktion Kindergeschichten Spezial, in der erstmals nicht nur Familienmitglieder zu hören sind. Von prominenten Stimmen unterstützt, engagiert sich Florian Herrnleben in der Rolle des Bamberger Kasperls mit seinem Team für die Deutsche Kinderkrebsstiftung.

### Seit 2011
Nach dem plötzlichen Tod von Elisabeth Herrnleben übernahm Florian Herrnleben die organisatorische und künstlerische Leitung der Bamberger Puppenbühne und ist seither alleiniger Inhaber des Familienunternehmens.

## Ausbildung

### Kurs an der städtischen Volkshochschule Bamberg
Seit 1952 wird an der städtischen Volkshochschule Bamberg der Kurs „Puppentheater“ (früher: „Puppenspiel“) jeweils von einem Familienmitglied der Puppenspielerfamilie Herrnleben unterrichtet und geleitet, in dem inzwischen einige 100 interessierte Freunde des Puppentheaters zu Puppenspielern ausgebildet wurden. Ein prominenter Kursteilnehmer war beispielsweise der fränkische Kabarettist Mäc Härder. Aus diesem Grund trat die Bühne gerade in der Vergangenheit auch als „VHS Puppenbühne Herrnleben Bamberg“ auf.

## Stücke, Inszenierungen, Figuren, Kulissen

### Stücke und Inszenierungen
Seit Gründung der Puppenbühne werden die Stücke selbst verfasst. Hans sowie Elisabeth und Wolfgang Herrnleben verfassten in den vergangenen 60 Jahren insgesamt über 100 verschiedene Stücke, die teilweise in mehreren Inszenierungen vorliegen.
Umweltämter und Krankenkassen engagierten die Bamberger Puppenspieler mit ihren Stücken zu Themen der gesunden Ernährung oder des Umweltschutzes. Auch zu Drogenmissbrauch und Ausländerfeindlichkeit gibt es Stücke im Repertoire, ohne jedoch die Kinderunterhaltung dabei außer Acht zu lassen.
Dass die Kinder häufig ins Spielgeschehen eingreifen dürfen, gehört wie bei jedem guten Kaspertheater zu den wichtigen Elementen der Herrnlebenschen Bühne: Hexenbesen und Zauberstäbe im Zuschauerraum, auf die die Kinder aufpassen sollen, sind genauso wenig eine Seltenheit wie Kinder, die Flaschenpostbriefe vorlesen oder den Kasperl mit Hilfe eines Seils über eine Mauer ziehen.
Außerdem inszenierten sie zu besonderen Anlässen auch Grimms Märchen, aber nicht, ohne auf den Bamberger Kasperl zu verzichten, der zumindest als Nebenrolle immer vorkommen musste.
Eine Besonderheit der Bamberger Puppenbühne ist ihre Fähigkeit, ihre Stücke auch auf Englisch zu verfassen und aufzuführen. So gab es in den vergangenen Jahren häufig auch Aufführungen in Elementary Schools.
Ihre sehr humoristische Ader lebten die Herrnlebens vor allem in ihren Kabarett-Programmen aus. Geprägt durch Rolf Trexlers Figurenkabarett „Der Lustigmacher“ in Rothenburg ob der Tauber, wo sowohl Wolfgang als auch Elisabeth Herrnleben Praktika absolvierten, entstand hier, passend zum Anlass des Auftritts, ein buntes und freches Unterhaltungsprogramm mit Hand-, Stab- und Stockpuppen.

### Figuren
Das Figurenrepertoire der Herrnlebens umfasst inzwischen rund 150 Figuren, von denen die ältesten Handpuppen inzwischen über 60 Jahre alt sind. Außerdem existieren viele Sonderformen neben den zahlreichen Hand-, Stab- und Stockfiguren. Daher wurde die Bühne zu Beginn der 1990er Jahre von Handpuppenbühne in Puppenbühne umbenannt.

### Kulissen
Die Kulissen der Puppenbühne Herrnleben sind sehr aufwändig. Nicht selten kommen neben detailgetreu bemalten Leinwänden auch plastische Kulissen zum Einsatz. Ziel ist es von jeher, die Kinder möglichst weit und realitätsnah ins Spielgeschehen mit einzubeziehen.

## Film, Funk und Fernsehen
- Bamberger Kasperl zeigt Bamberg (DVD-Produktion)

### Bamberger Kasperl im Schlawinerplatz
Der Bayerische Rundfunk (BR) beschloss, in der Kindersendung Schlawinerplatz eine Serie über Puppentheater und Puppenbühnen zu senden. Als Puppentheater für die Startsendungen dieser Serie wurde die Puppenbühne Herrnleben mit dem Bamberger Kasperl ausgewählt.
Die Puppenbühne Herrnleben war als einziges Puppentheater bereit, im Studio live vor Kindern aufzutreten. Die beiden Folgen waren Mitte September 1996 beim Bayerischen Fernsehen zu sehen. Noch während der Dreharbeiten wurde die Puppenbühne Herrnleben für die bekannten Medientage engagiert, die kurz später in den Studios des BR stattfanden.

### Komm mit nach Franken – 1000 und 1 Meile
TV-Team von Radio Bremen dreht für ARD in Bamberg
Der Fernseh-Dinosaurier Lissy mit dem TV-Team von Radio Bremen besuchte die Puppenbühne Herrnleben und den Bamberger Kasperl im historischen Gebäude des Alten Rathauses in Bamberg am 17. Oktober 1979, wo sich damals die Volkshochschul-Kurs- und -Probenräume der Herrnlebens befanden. Dort wurden für die ARD-Kinderserie 1000 und 1 Meile, dessen Folge Komm mit nach Franken zu dieser Zeit in Bamberg und dessen Umgebung gedreht wurde, einige Szenen gefilmt.

### 741 Gute-Nacht-Geschichten auf Radio Regnitzwelle
Eine der erfolgreichsten Kindersendungen im Abendprogramm eines privaten Radiosenders
Begonnen hat die Zusammenarbeit des Puppenspielerehepaars mit Radio Regnitzwelle kurz nach Sendestart des privaten Radiosenders im Herbst 1987. So entwickelten Elisabeth und Wolfgang Herrnleben zahlreiche Ideen für den Sender. Schon in den Weihnachtsferien 1987/88 kochte Kasperle mit seiner Großmutter im Vormittagsprogramm seine Leibspeisen.
Schnell war ein Hörerstamm gewonnen, so dass sich der damalige Studioleiter Jürgen Zirbik entschloss, den Bamberger Kasperl ins Abendprogramm zu übernehmen. Und so wurden ab dem 13. Januar 1988 zwischen 18 und 20 Uhr Gute-Nacht-Geschichten des Bamberger Kasperls von und mit Elisabeth und Wolfgang Herrnleben ausgestrahlt. Insgesamt wurden in den folgenden Jahren 741 Gute-Nacht-Geschichten mit dem Bamberger Kasperl gesendet.

### Bamberger Kasperl als Hörspiel
In den vergangenen Jahren kamen viele der Gute-Nacht-Geschichten mit dem Bamberger Kasperl als Hörspiele auf CD und MC auf den Markt. Insgesamt wurden inzwischen 30 Gute-Nacht-Geschichten, 20 Weihnachtsgeschichten und 30 Kasperl-Geschichten nachproduziert. Zunächst veröffentlichte die Puppenbühne ihre Hörspiele im Eigenvertrieb in Zusammenarbeit mit Radiosendern und dem Umweltamt der Stadt Bamberg. Inzwischen wird die Puppenbühne im bundesweiten Vertrieb von der Bob Media GmbH & Co KG vertreten.
Als Hörspiele wurden veröffentlicht:
- 1989: Gute-Nacht-Geschichten mit dem Bamberger Kasperl, Folge 1

Sprecher: Wolfgang und Elisabeth Herrnleben
Produktion: Robert Rausch
Vertrieb: Verlag von Produktionen mit dem Bamberger Kasperl
- 1990: Umweltgeschichten mit dem Bamberger Kasperl

Sprecher: Wolfgang und Elisabeth Herrnleben
Produktion: Jochen Baumüller
Vertrieb: Verlag von Produktionen mit dem Bamberger Kasperl
- 1991: Gute-Nacht-Geschichten mit dem Bamberger Kasperl, Folge 2

Sprecher: Wolfgang und Elisabeth Herrnleben
Produktion: Jochen Baumüller
Vertrieb: Verlag von Produktionen mit dem Bamberger Kasperl
- 2000: Gute-Nacht-Geschichten mit dem Bamberger Kasperl, Folge 3

Sprecher: Wolfgang und Elisabeth Herrnleben
Produktion: Robert Rausch
Vertrieb: Verlag von Produktionen mit dem Bamberger Kasperl
- 2007: Weihnachtsgeschichten mit dem Bamberger Kasperl, Folge 1

Sprecher: Florian und Elisabeth Herrnleben
Produktion: Hannes Speckamp
Vertrieb: Bob Media GmbH & Co KG/Zyx/Puppenbühne Herrnleben Bamberg
- 2008: Kindergeschichten mit dem Bamberger Kasperl, Folge 1

Sprecher: Florian und Elisabeth Herrnleben
Produktion: Hannes Speckamp
Vertrieb: Bob Media GmbH & Co KG/Puppenbühne Herrnleben Bamberg
- 2008: Kindergeschichten mit dem Bamberger Kasperl, SPEZIAL – zu Gunsten der Deutschen Kinderkrebsstiftung

Sprecher: Florian, Elisabeth, Martin Herrnleben, Dirk Bach, Bastian Pastewka, Maddin Schneider, Ralf Richter, Katy Karrenbauer, Bodo Bach, Lisa Feller, Norbert Heisterkamp, Prinzessin Felicitas von Anhalt
Produktion: Hannes Speckamp
Vertrieb: Bob Media GmbH & Co KG/edel records/Puppenbühne Herrnleben Bamberg
- 2009: Hey, Kasperl! - Neue Hits für kleine und große Kinder mit dem Bamberger Kasperl

Texte und Kasperl: Florian Herrnleben, Musik und Arrangements: Johannes Speckamp, Gitarren: Johan Daansen
Vertrieb: Bob Media GmbH & Co KG/edel records Puppenbühne Herrnleben Bamberg
- 2011: Umweltgeschichten mit dem Bamberger Kasperl

In Zusammenarbeit mit dem Bayerischen Staatsministerium für Umwelt und Gesundheit
Sprecher: Florian und Elisabeth Herrnleben: Texte: Wolfgang und Elisabeth Herrnleben, Musik und Arrangements: Johannes Speckamp
Vertrieb: Bob Media GmbH & Co/Puppenbühne Herrnleben Bamberg